# كلاوس جاست
كلاوس جاست (بالألمانية: Klaus Just)‏ هو منافس ألعاب قوى ألماني، ولد في 29 مارس 1964 في نورتينغن في ألمانيا.

## وصلات خارجية
- كلاوس جاست على موقع الاتحاد الدولي لألعاب القوى (الإنجليزية)